# Murawskie-Czachy
Murawskie-Czachy [pronunciación en polaco: /muˈrafskʲɛ ˈt͡ʂaxɨ/] es una aldea en el distrito administrativo de Gmina Boguty-Pianki, dentro del condado de Ostrów Mazowiecka, Voivodato de Mazovia, en el centro-este de Polonia. Se encuentra a unos 6 kilómetros norte de Boguty-Pianki, 34 kilómetros este de Ostrów Mazowiecka, y 114 kilómetros al noreste de Varsovia.
El pueblo tiene una población de 30 habitantes.